# Prelat
Prelat (lat. praelatus; pretpostavljeni, vojni zapovjednik) je viši crkveni dostojanstvenik u Katoličkoj Crkvi, svećenik koji zahvaljujući svojemu položaju ili službi ima crkvenu jurisdikciju odnosno upravnu vlast nad nekim teritorijem ili zajednicom. Prelatima se nazivaju svi vrhovni poglavari redova, biskupi, kardinali i papa. Uz izvorne, postoje i počasni prelatski naslovi. Apostolski administratori, samosvojni opati, apostolski vikari i prefekti također su prelati zahvaljujući službi koju obnašaju, ali kad nisu više u službi gube taj naslov koji im je služba donijela, ako nisu u međuvremenu postali biskupi.

## Vanjske poveznice
| Portal:Kršćanstvo | Portal: Kršćanstvo |

- Proleksis enciklopedija